# Auke Zijlstra
Auke Zijlstra (ur. 1 listopada 1964 w Ridderkerk) – holenderski polityk, poseł do Parlamentu Europejskiego VII, VIII i X kadencji.

## Życiorys
Z wykształcenia ekonomista, w 1992 ukończył studia na Uniwersytecie w Groningen. Pracował jako kierownik projektu w British American Tobacco. Od 2003 do 2010 był urzędnikiem państwowym w niderlandzkim resorcie spraw wewnętrznych.
W 2009 bez powodzenia kandydował w wyborach do Parlamentu Europejskiego z ramienia Partii na Rzecz Wolności. W 2010 został pracownikiem grupy europarlamentarnej tego ugrupowania. W 2011 objął mandat europosła, kiedy to zrezygnował z niego Daniël van der Stoep. W PE VII kadencji Auke Zijlstra pozostał deputowanym niezrzeszonym. W 2014 nie uzyskał reelekcji, eurodeputowanym został ponownie we wrześniu 2015, kiedy to zastąpił w PE zmarłego Hansa Jansena. Mandat wykonywał do końca kadencji w 2019. Powrócił do Europarlamentu w 2024.